# まじですかスカ!
『まじですかスカ!』は、モーニング娘。45枚目のシングル。
2011年4月6日に発売された。当初、発売日は同年3月23日だったが、2011年3月11日に発生した東日本大震災の影響により延期された。

## 概要
亀井絵里・ジュンジュン・リンリン卒業後、9期メンバー（譜久村聖・生田衣梨奈・鞘師里保・鈴木香音）加入後、初のシングル。
デビュー曲「モーニングコーヒー」から45作連続TOP10入り。これはグループとしてはSMAPの「This is love」に続く2組目の記録。
DVD付初回生産限定盤A・B・C・DとCDのみの通常盤で発売。モーニング娘。初の1シングル5形態発売。初回生産限定盤A・B・C・D・通常盤（初回プレス分）ともにイベント抽選シリアルナンバーカード封入。

## 収録曲
全作詞・作曲：つんく
1. まじですかスカ! [3:43]
編曲：宅見将典
  - センターポジションは高橋愛。メインボーカルは高橋愛、田中れいな。
  - 『マジですかスカ！』表記は誤り。
  - タイトルの『スカ』は音楽ジャンルを表し、『まじですか』と掛けた。
  - 各コーラスのAメロの前半部分は9期メンバー4名のソロパート、後半部分は既存メンバーのソロパート。
2. もっと愛してほしいの [4:21]
編曲：大久保薫
3. まじですかスカ! (Instrumental)

### DVD
初回生産限定盤A
1. まじですかスカ!(Close-up Ver. type1)
2. モーニング娘。9期メンバー 譜久村聖インタビュー

初回生産限定盤B
1. まじですかスカ!(Dance Shot Ver. type1)
2. モーニング娘。9期メンバー 生田衣梨奈インタビュー

初回生産限定盤C
1. まじですかスカ!(Close-up Ver. type2)
2. モーニング娘。9期メンバー 鞘師里保インタビュー

初回生産限定盤D
1. まじですかスカ!(Dance Shot Ver. type2)
2. モーニング娘。9期メンバー 鈴木香音インタビュー

## 参加メンバー
- 5期：高橋愛、新垣里沙
- 6期：道重さゆみ、田中れいな
- 8期：光井愛佳
- 9期：譜久村聖、生田衣梨奈、鞘師里保、鈴木香音